# Friedrich Demmer
Friedrich Demmer, avstrijski hokejist, * 17. april 1911, Dunaj, † 29. januar 1966, Dunaj.
Demmer je v avstrijski ligi igral za klub Wiener EV, za avstrijsko reprezentanco pa na dveh olimpijskih igrah, več svetovnih prvenstvih, kjer je bil dobitnik dveh bronastih medalj, in Evropskem prvenstvu 1932, kjer je bil dobitnik srebrne medalje.